# Acrogenys
Acrogenys is een geslacht van kevers uit de familie van de loopkevers (Carabidae). De wetenschappelijke naam van het geslacht is voor het eerst geldig gepubliceerd in 1864 door Macleay.

## Soorten
Het geslacht Acrogenys omvat de volgende soorten:
- Acrogenys arafurae Baehr, 2012
- Acrogenys centralis Baehr, 1992
- Acrogenys curtipennis Baehr, 2012
- Acrogenys demarzi Baehr, 1984
- Acrogenys heathlandica Baehr, 2012
- Acrogenys hirsuta Macleay, 1864
- Acrogenys jabiruensis Baehr, 2001
- Acrogenys laticollis Baehr, 1984
- Acrogenys longicollis Gestro, 1875
- Acrogenys lucai Baehr, 2001
- Acrogenys sumlini Baehr, 2001